# 武士 (日本)

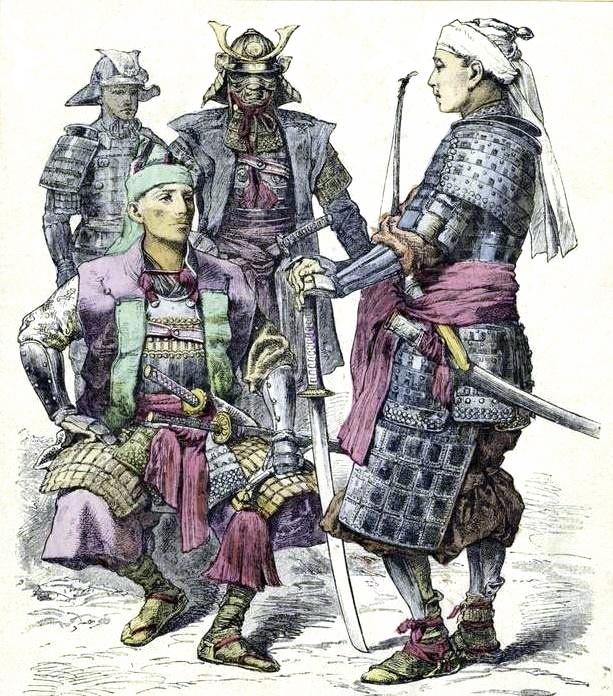
日本武士

武士是10世紀到19世紀在日本的一個社會階級，原為接受文武合一教育、負責文政或打仗的貴族階層；後來也衍伸用來指通曉刀法、佩刀不離身的日本劍客。除了日本及受到漢語語系影響的國家以外，多種語言以日語的「侍」（ Samurai）來表示。武士的精神被称为“武士道”（Bushido）。

## 地位和等級
武士在十二世紀到十九世紀中統治日本，江戶幕府的四民等級中排名最高。由於性質類似，故經常和西歐的騎士比較。
武士基本上皆為貴族出身，武士等級分為上士和下士，上士（上級武士）包括了幕府將軍、大名、旗本、藩士等有官位與領地的貴族，和騎士非常相似，而下士（下級武士）是那些沒落貴族的後人(鄉士)，或被所屬的藩府所免職的浪人，雖有貴族血統但已不被重視，與平民無異。雖然下士能被幕府或藩聘僱當足輕，但出身不被承認，僅具備擁有姓氏和帶刀等身分象徵的權力，在服裝打扮和居住的地方上不可僣越上士，如住所等級只能是「侍長屋」而非高級的「武家屋」，平時也不可以使傘或穿著絲綢等，收入不多僅足餬口，生活上不會比尋常百姓優渥多少；由於能藉由戰功獲得提拔，出路與地位還是遠高於平民，因此還是有不少下士熱衷投身官場，鮮少有寧願農耕隱居卻不願出仕的例子出現。
另有野武士的身分存在，專指地方上有錢有勢、進而組織武裝私兵的土豪平民，這些人在地方上聲望高影響力大，通常被統治階級吸收，並賜姓晉身貴族之列。但在建制上仍然屬於下士的鄉士。
忍者並非武士階層，只算是大名底下收編的聘僱人員，一般只有平民身分，高級忍者相當於下士，故社會地位也較武士低。雖然也有些真正有上士地位的忍者，但嚴格上只屬於幕府的特務（例如知名的御庭番等）或忍者組織的首領。

## 起源

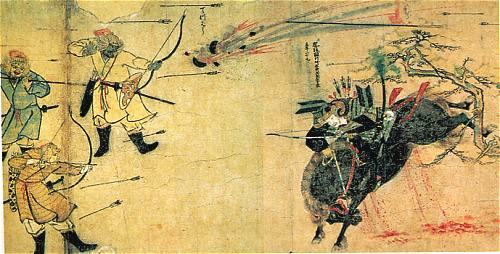
元日战争期間，日本武士末永在元朝军队的箭林弹雨下冲锋。（镰仓幕府武士竹崎季長于1293年绘制的《蒙古襲来繪詞》）

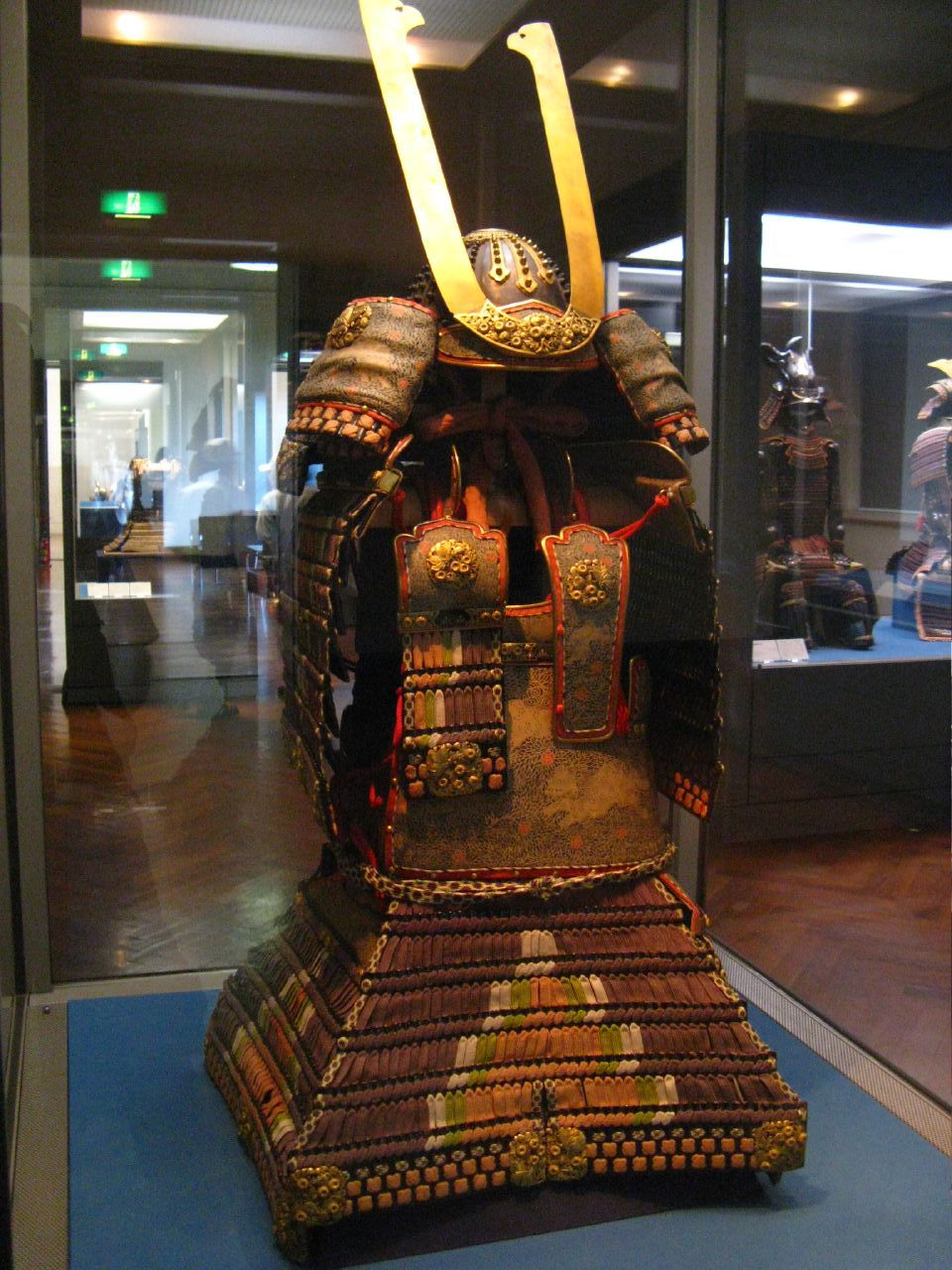
于东京国立博物馆藏的大铠

武士的雏形是在日本平安时代律令制下产生的武官，最初日本桓武天皇为了巩固政权而设立。在平安时代以前，除了奴隶，所有的自由人男子都有责任和义务成为被天皇募兵的对象。
然而这些士兵必须自行补给和养活自己，很多人因此不能回到自己的家乡，而是选择在当地定居。人们可以通过交重税来免除兵役，这种主要由农民组成的士兵在日本统称为防人。由于防人士兵的不正规，且又给农民带来了巨大的负擔，在平安时代初期被桓武天皇所废止。这种形式的士兵并不是真正意义上的武士。
在平安时代早期（8世纪末—9世纪初），桓武天皇想要在北本州岛巩固和扩张自己的统治范围。天皇對本州北部蝦夷人派出的北伐军缺乏士气和纪律，很难在战场上取胜。于是桓武天皇开始向地方世家豪族求助，提出将授予征夷大将军的称号给任何替代自己讨伐北本州的地方势力。这些弓马娴熟的世家豪族很快成为了天皇用来剿灭反抗力量的工具。為了應付征戰，軍人不再是所有人都能勝任的，完全的專職軍人--武士制度，也開始流行於日本國內。另一起源是守卫领主莊園的郎黨與臣籍降下的王子。
12世紀末，武士首領源賴朝出任「征夷大將軍」，創立幕府，統帥天下軍政，标志着武士時代的來臨。爾後的軍事领袖多半襲用「征夷大將軍」之官位，實施統治。由1192年开始，大部分武家政权和幕府握有日本實際政權，直到1868年明治维新，江戶幕府奉還政權給天皇為止。之後武士被降格為士族，實際上相當於所謂的下級貴族。
日本武士理論上必須是文武雙全的人，除了要擅長日本剑术、馬術、射箭等武藝，也須讀書、習漢文、練書法、做文章；尤其兵法、韜略更是所須精通。品行、操守、勇氣也都是被評鑑的範圍，武士的道德被稱為武士道。武士小學年紀就需現場參觀死刑的執行，甚至上戰場作戰，日本戰國時代，失去君主的武士會變成浪人。
在20世紀，宮本武藏成為世界家喻戶曉的日本武士代表人物；一部分日本電影導演如黑澤明和五社英雄等為詮釋日本武士電影最佳代表人。

### 佩刀

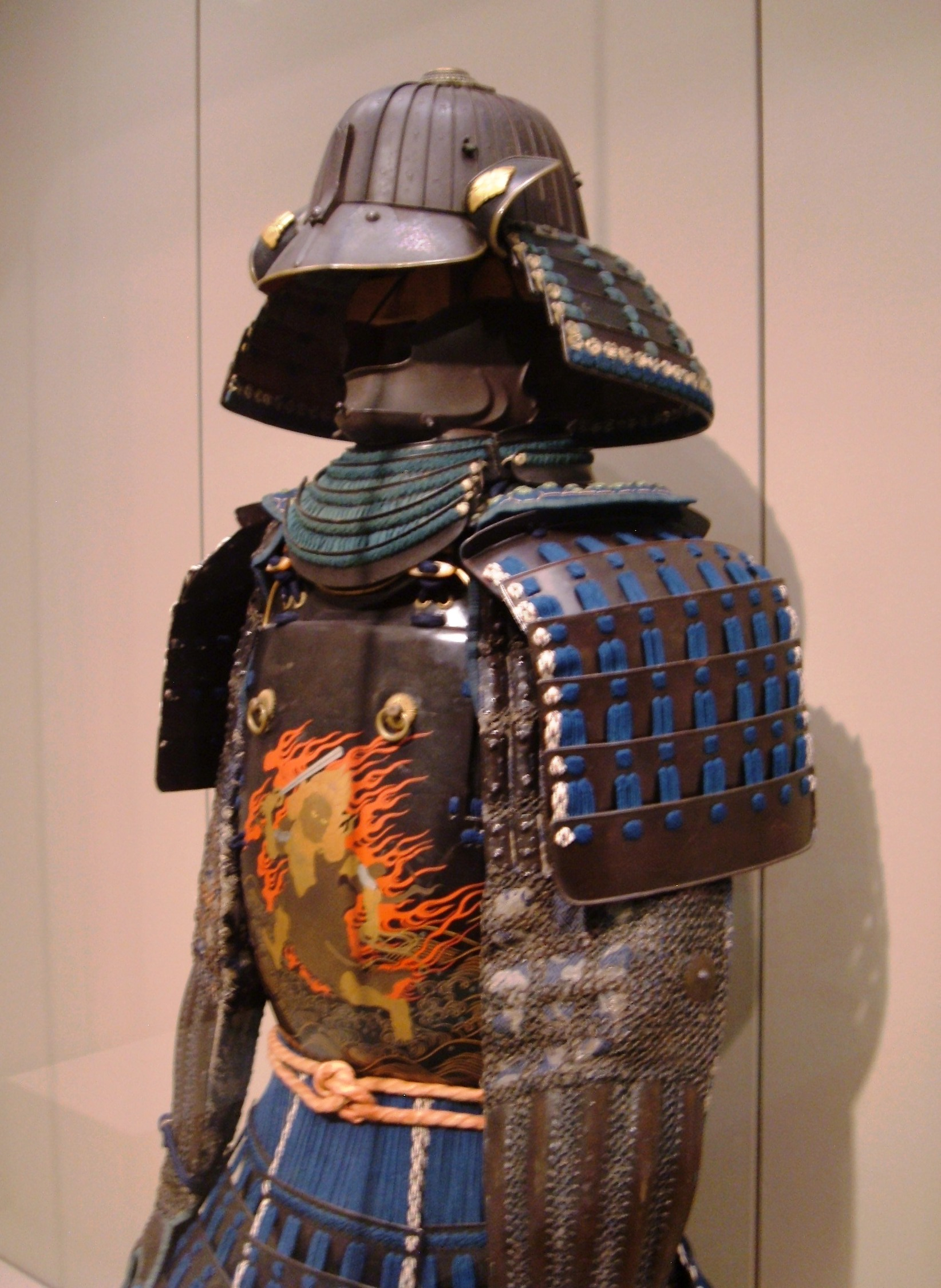
日本武士使用的盔甲。

日本歷史上，除王公貴族外，只有武士才能佩長刀，一般平民是無權使用的（但是可以配帶脇差）。武士佩刀一长一短，长刀為太刀或是打刀，短者为脇差，两把刀使用上有分野，長刀是主武器，脇差是備用武器，是在長刀損壞時，才使用的，平常不會使用，此外脇差也是切腹自裁專用的兵刃。按习惯武士出門之前，先會將脇差插在腰帶裡，然後用右手提著刀，走到门口的玄關處穿上鞋以後，才再將刀插在腰帶裡。刀佩帶在左腰，是為了方便以右手拔刀。短刀除外，尤其是為配合盔甲的馬手差（めてざし，Metezashi）短刀。
此外，武士以自己的刀为荣耀，碰撞武士的刀鞘，會被視為不禮貌。這也是為什麼日本人行走都是靠左边。刀佩帶在左面，即使兩個武士在狹巷相遇，他們的刀鞘也不會互相碰觸。武士到人家中探訪，也会先在玄關把刀解開，然後用右手提著，再進入屋內。用左手提刀入戶，表示可以隨時用右手拔刀，是不信任的表現。除非有合理的原因（左撇子），否則也會被視為不禮貌。
日本刀顯現了日本鑄劍技術在中古至近代領先世界各國的地位。在中國明朝洪武年間，錦衣衛在大將軍藍玉官邸內，搜出近萬把日本武士刀，朱元璋即以謀反罪逮捕藍玉，處決相關謀反人士萬餘人；明军在外出作战时，也有相当比例的部队装备来自兵仗局所打造的或購自日本的倭刀。明末崇禎年間宋應星著作《天工開物》提及“倭刀出鞘，暗室生輝”之讚許。

## 代表性人物
源平合戰時期
- 平清盛
- 平知盛
- 平教經
- 源義仲
- 源義經
- 源賴朝
- 那須與一

南北朝時期
- 足利尊氏
- 楠木正成
- 新田義貞
- 北畠顯家

室町幕府時期
- 細川勝元
- 山名宗全

戰國時期
- 織田信長
- 織田信忠
- 豐臣秀吉
- 德川家康
- 明智光秀
- 今川義元
- 武田信玄
- 武田勝賴
- 上杉謙信
- 伊達政宗
- 北條早雲
- 北條綱成
- 北條氏康
- 北條氏政
- 石田三成
- 大谷吉继
- 朝倉義景
- 毛利元就
- 毛利隆元
- 長宗我部元親
- 柴田勝家
- 前田利家
- 齋藤道三
- 齋藤義龍
- 島津義久
- 島津家久
- 島津義弘
- 島津家久
- 松永久秀
- 尼子經久
- 尼子晴久
- 小早川隆景
- 小早川秀秋
- 真田昌幸
- 真田信繁
- 本多忠勝
- 高坂昌信
- 直江兼續
- 富田勢源
- 上泉信綱
- 竹中半兵衛
- 黑田孝高
- 吉川元春
- 山中鹿之介
- 宇喜多秀家
- 大谷吉繼
- 島左近
- 戶澤盛安
- 立花道雪
- 立花宗茂
- 鍋島直茂
- 三浦按針

江戶幕府時期
- 寶藏院胤舜
- 伊東一刀齋
- 林崎甚助
- 東鄉重位
- 柳生宗矩
- 柳生十兵衛
- 佐佐木小次郎
- 宮本武藏
- 大石良雄
- 大鹽平八郎

幕末時期
- 近藤勇
- 土方歲三
- 山南敬助
- 伊東甲子太郎
- 芹澤鴨
- 沖田總司
- 永倉新八
- 齋藤一
- 松原忠司
- 武田觀柳齋
- 井上源三郎
- 谷三十郎
- 藤堂平助
- 鈴木三樹三郎
- 原田左之助
- 松平容保
- 佐佐木只三郎
- 今井信郎
- 吉田松陰
- 木戶孝允
- 伊藤博文
- 高杉晉作
- 久坂玄瑞
- 大村益次郎
- 來島又兵衛
- 山縣有朋
- 吉田稔麿
- 西鄉隆盛
- 大久保利通
- 島津久光
- 小松帶刀
- 坂本龍馬
- 中岡慎太郎
- 後藤象二郎
- 岩崎彌太郎
- 吉田東洋
- 近藤長次郎
- 澤村惣之丞
- 陸奧宗光
- 岩崎彌太郎
- 武市半平太
- 板垣退助
- 宮部鼎藏
- 河上彥齋
- 桐野利秋
- 岡田以藏
- 田中新兵衛

## 武士題材作品

### 電影
- ：主要描述了日本傳統的武士道精神，以1876年-1877年中的西南戰爭和明治維新作為背景。
- ：1954年4月26日上映的日本電影，黑澤明導演的代表作，故事背景是日本戰國時代末期。
- 《影武者》：1980年4月26日上映的日本電影，黑澤明導演的代表作，故事背景是日本戰國時代末期。
- 《乱》：1985年6月1日上映的日本電影，黑澤明導演的代表作，故事背景根据《李尔王》和毛利元就改编。
- 《宮本武藏》
- 《戰國英豪》，黑泽明导演的作品，讲述的战国时代的忠心武將真壁六郎太经历险难拥护女公子雪姬再与主家的故事。
- 《椿三十郎》
- 《眠狂四郎》
- 《盲劍客》
- 《切腹（英语：Harakiri (1962 film)）》
- 《大菩薩嶺》
- 《十三刺客》
- 《風塵三侠》
- 《人斬》
- 《御用金》
- 《帶子狼》
- 《柳生一族的陰謀》
- 《小旋風紋次郎》
- 《金鋼狼：武士之戰》

### 電視劇
- 《幕府將軍》：主要描述了日本傳統的武士道精神，以1600年10月21日的關原之戰作為背景。

### 動畫
- 《傑克武士》
- 《混沌武士》：2004年manglobe動畫公司首部原創動畫作品。
- 《七武士》：2004年GONZO製作之電視動畫，改編自黑澤明之真人電影代表作《七人之侍》。
- 《爆炸頭武士》：2007年GONZO製作之電視動畫。
- 《獸兵衛忍風帖》
- 《異邦人 無皇刃譚》
- 《風魔小次郎》
- 《銀魂》
- 《新撰組異聞錄》
- 《宮本武蔵‐雙剣に馳せる夢》：動畫電影
- 《戰國BASARA》：2009年4月1日於TBS系播放電視動畫
- 《侍戰隊真劍者》：日本東映公司於2009年2月推出的超級戰隊系列第33部作品。
- 《薄櫻鬼》
- 《漂流武士》島津豐久
- 《ONE PIECE》和之國篇
- 《蠟筆小新：風起雲湧 壯烈！戰國大會戰》：2002年動畫電影
- 《青之壬生浪》：2024年動畫，漫畫改編

### 游戏
- 《战国无双》
- 《决战III》
- 《太阁立志传》
- 《信长之野望》
- 《仁王》
- 《仁王2》
- 《黃泉之路》
- 《浪人崛起》
- 《對馬戰鬼》
- 《刺客教條：暗影者》

## 外部連結
- 时代剧复兴计划国际宣传组:武士
- 东映京都电影城 （页面存档备份，存于）（日語）